# Dan Inosanto
Daniel Arca Inosanto (Stockton, Kalifornia, 1936. július 24. –) filippínó – amerikai harcművész instruktor, aki Bruce Lee tanítványaként és a Jeet kune do szakértőjeként vált ismertté. Számos filmben, dokumentum filmben jelent meg színészként, kaszkadőrként.

## Élete
Dan Inosanto többek között Jeet Kune Dó-t, filippínó harcművészeti stílust (arnis vagy eszkrima), brazil dzsúdzsucut, thai bokszot, silatot, MMA-t tanít iskolájában, a Marina del Rey-ben (Kalifornia) lévő Inosanto harcművészeti akadémián. Shodan fokozattal rendelkezik kempóban, melyet Ed Parkertől kapott, mielőtt Bruce Lee tanítványa lett. Inosanto egyike annak a három embernek Taky Kimura és James Yimm Lee mellett, akiknek Bruce Lee engedélyezte saját rendszerének oktatását, és az egyetlen, aki elérte a Jeet Kune Do harmadik instruktori fokozatát. Tucatnyi mestertől tanult harcművészeteket az Egyesült Államokban, Délkelet-Ázsiában, Európában. Bruce Lee halála után a Jeet Kune Do legfontosabb szószólója és történésze lett. Kisebb szerepekben játszott olyan filmekben, mint a Halálos játszma (1972) és a Nagy zűr kis Kínában (1986). 1967–75 között testnevelést tanított a kaliforniai Malaga Cove középiskolában Palos Verdes Estates-ben.

## Híres tanítványai
- Cass Magda
- Chris Kent
- Chuck Norris[5]
- Diana Lee Inosanto[5][6]
- Graciela Casillas-Boggs[7]
- Paul de Thouars[5]
- Ernest Emerson[8]
- Larry Hartsell[9]
- Jeff Imada[5][10]
- Brandon Lee[6]
- Ricky Nelson[11]
- Erik Paulson[12]
- Jerry Poteet[5]
- Burton Richardson[5]
- Chai Sirisute[9]
- Edgar Sulite[13]
- Tim Tackett[9]
- Walt Missingham
- Richard Bustillo